# Каратал (Шал-акина район)
Карата́л (каз. Қаратал) — село у складі району Шал-акина Північноказахстанської області Казахстану. Адміністративний центр Аютаського сільського округу, раніше входило до складу ліквідованої Теренсайської сільської ради.
Населення — 465 осіб (2021; 573 у 2009, 701 у 1999, 735 у 1989).
Національний склад станом на 1989 рік:
- казахи — 68 %
- росіяни — 27 %.